# Peter Walter (Theologe)
Peter August Walter  (* 4. April 1950 in Bingen am Rhein; † 21. August 2019 in Freiburg im Breisgau) war ein römisch-katholischer Priester, Theologe und Dogmatiker.

## Leben
Peter Walter studierte nach seinem in Bingen am Stefan-George-Gymnasium abgelegten Abitur von 1968 bis 1976 Philosophie und Katholische Theologie an der Johannes Gutenberg-Universität Mainz und der Päpstlichen Universität Gregoriana Rom. Er war in Rom Alumne des Collegium Germanicum. 1975 empfing er die Priesterweihe. 1980 wurde er in Rom mit einer Arbeit über das Erste Vaticanum zum Dr. theol. promoviert. Von 1980 bis 1984 war er in der Seelsorge des Bistums Mainz tätig. Er war u. a. Kaplan in Seligenstadt und Bischofskaplan des Mainzer Bischofs Hermann Kardinal Volk sowie erster Sekretär des neuen Mainzer Bischofs Karl Lehmann. Von 1984 bis 1990 war Walter als wissenschaftlicher Assistent an der katholisch-theologischen Fakultät der Eberhard Karls Universität Tübingen tätig. 1989 habilitierte er sich über die Schriftauslegung des Erasmus von Rotterdam.
1990 erhielt Peter Walter einen Ruf auf den Lehrstuhl für Dogmatik an der Theologischen Fakultät der Albert-Ludwigs-Universität Freiburg. Als Ordinarius für Dogmatik zeichnete er hauptverantwortlich für die Herausgabe der dritten Auflage des Lexikon für Theologie und Kirche in den Jahren 1990–2001. Er war zudem Direktor der Arbeitsbereiche Dogmatik und Quellenkunde der Theologie des Mittelalters am Raimundus-Lullus-Institut. 2015 wurde er emeritiert.
Peter Walter war seit 1991 Mitglied des Ökumenischen Arbeitskreises evangelischer und katholischer Theologen. 1993/94 war er Dekan der Theologischen Fakultät der Universität Freiburg und von 2006 bis 2012 Präfekt der Universitätskirche (Freiburg im Breisgau). Von 1994 bis 2015 war er Vertrauensdozent der Studienstiftung des Deutschen Volkes.
Seit 2001 war er Berater der Kommission für Glaubensfragen der Deutschen Bischofskonferenz, seit 2002 Vertreter der römisch-katholischen Theologie in der Kammer für Theologie der Evangelischen Kirche in Deutschland (EKD) und korrespondierendes Mitglied der Reial Acadèmia de Bones Lletres in Barcelona. 2005 wurde er in Mainz zum Präsidenten der Gesellschaft für mittelrheinische Kirchengeschichte gewählt (bis 2017) und übernahm den Vorsitz bei dem großen Editionswerk Corpus Catholicorum (Reihe). Von 2015 bis 2019 war er Mitglied des Vorstands der Görres-Gesellschaft.
Seine Forschungsschwerpunkte waren die theologische Hermeneutik sowie die Theologiegeschichte des Mittelalters und der Neuzeit, insbesondere der Humanismus (Erasmus von Rotterdam) und die Neuscholastik.
Peter Walter stammte wie einige andere Mainzer Priester und Theologen aus dem Binger Stadtteil Büdesheim. Auf dem dortigen Friedhof ist er auch beigesetzt.

## Schriften (Auswahl)
- Die Frage der Glaubensbegründung aus innerer Erfahrung auf dem I. Vatikanum. Die Stellungnahme des Konzils vor dem Hintergrund der zeitgenössischen römischen Theologie (= Tübinger Theologische Studien. Bd. 16). Matthias-Grünewald-Verlag, Mainz 1980, ISBN 3-7867-0824-X (Zugleich: Rom, Päpstliche Universität, Dissertation, 1979/1980).
- Das Wesen und Wirken des Bösen (= Antwort des Glaubens. Bd. 41, ZDB-ID 2135394-3). Informationszentrum Berufe der Kirche, Freiburg (Breisgau) 1986.
- Johann Baptist Franzelin (1816–1886). Jesuit, Theologe, Kardinal. Ein Lebensbild. Verlagsanstalt Athesia, Bozen 1987, ISBN 88-7014-438-0.
- Theologie aus dem Geist der Rhetorik. Zur Schriftauslegung des Erasmus von Rotterdam (= Tübinger Studien zur Theologie und Philosophie. Bd. 1). Matthias-Grünewald-Verlag, Mainz 1991, ISBN 3-7867-1554-8 (Zugleich: Tübingen, Universität, Habilitations-Schrift, 1990).
- Syngrammata. Gesammelte Schriften zur Systematischen Theologie. Herder-Verlag Freiburg 2015, ISBN 978-3-451-31285-4.
- Syngrammata. Gesammelte Schriften zu Theologie und Kirche am Mittelrhein (= Beiträge zur Mainzer Kirchengeschichte. Bd. 8). Echter-Verlag, Würzburg 2015, ISBN 978-3-429-03815-1.
- Syngrammata. Gesammelte Schriften zu Humanismus und Katholischer Reform (= Reformationsgeschichtliche Studien und Texte. Supplementband 6). Aschendorff Verlag, Münster 2015, ISBN 978-3-402-11585-5.
- Hubert Jedin und seine „Geschichte des Konzils von Trient“. Ein Stück Theologiegeschichte des 20. Jahrhunderts. In: Hubert Jedin: Geschichte des Konzils von Trient. Bd. 1: Der Kampf um das Konzil. WBG, Darmstadt Sonderausgabe 2017, ISBN 978-3-534-26892-4, S. XI–XLI.
- Maria in Geschichte und Gegenwart. Befreiende Perspektiven auf die Mutter Jesu. Herder, Freiburg 2022, ISBN 978-3-451-33734-5 (mit Mirja Kutzer).